# Matteo Berrettini
Matteo Berrettini (* 12. April 1996 in Rom) ist ein italienischer Tennisspieler.

## Karriere

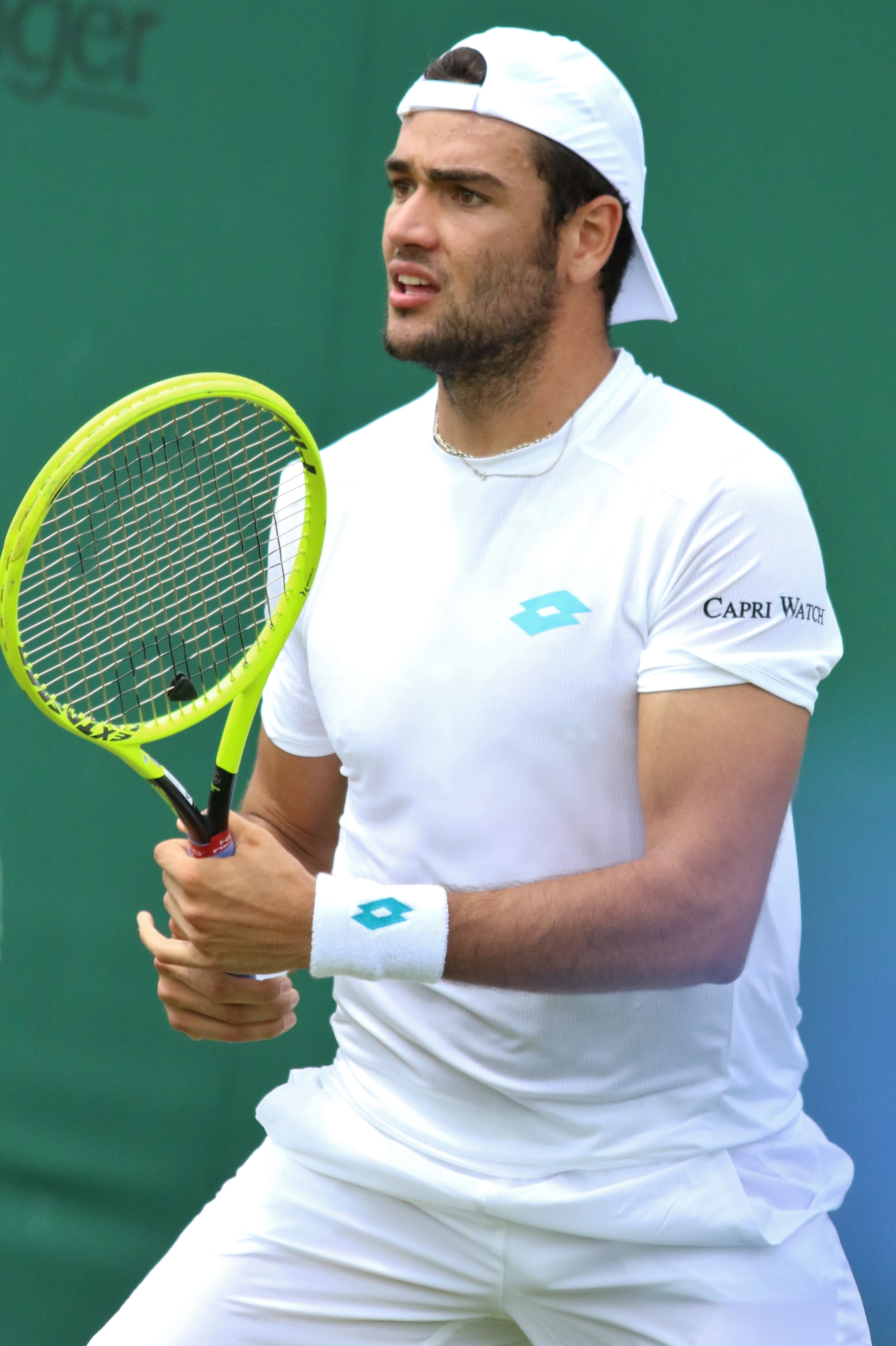
Berrettini 2019 in Wimbledon

Matteo Berrettini spielte zu Beginn seiner Karriere hauptsächlich auf der Future sowie Challenger Tour. Auf der Future Tour gewann er zwei Einzel- und vier Doppeltitel. Auf der Challenger Tour gelang ihm sein einziger Erfolg in San Benedetto del Tronto im Einzelbewerb. Er konnte den als Nummer vier gesetzten Serben Laslo Đere im Finale mit 6:3, 6:4 besiegen.
2017 kam er zu seinem Debüt auf der ATP World Tour. Er erhielt eine Wildcard für das Masters-Turnier in seiner Heimatstadt Rom. Dort traf er in der ersten Runde auf seinen Landsmann Fabio Fognini, dem er sich klar in zwei Sätzen geschlagen geben musste.
Im Juli 2018 erreichte er mit Rang 54 ein neues Karrierehoch in der Weltrangliste, nachdem er in Gstaad sowohl im Einzel als auch im Doppel seinen ersten World-Tour-Titel gewonnen hatte.
Im April 2019 gewann Berrettini in Budapest seinen zweiten Turniersieg auf der ATP World Tour. Ohne Satzverlust gewann er das Rasenturnier in Stuttgart, bei dem er im Finale Félix Auger-Aliassime mit 6:4 und 7:6 bezwang. In Halle/Westfalen scheiterte er im Halbfinale an David Goffin. Beim Grand Slam in Wimbledon schied er im Achtelfinale gegen den späteren Finalisten Roger Federer aus. Bei den US Open scheiterte er im Halbfinale in drei Sätzen an Rafael Nadal.
Im Oktober unterlag der 23-Jährige bei den Rolex Shanghai Masters im Halbfinale gegen Alexander Zverev. Mit Erreichen des Halbfinales der Erste Bank Open in der Wiener Stadthalle, wo er gegen den Österreicher Dominic Thiem in drei Sätzen verlor kletterte er auf Platz acht in der Weltrangliste und qualifizierte sich so erstmals für die ATP-Finals in London. In diesem kam er nicht über die Gruppenphase hinaus. Während der Saison 2019 debütierte er für die italienische Davis-Cup-Mannschaft.
2021 erreichte er in Wimbledon sein erstes Grand-Slam-Finale, unterlag dort jedoch Novak Đoković in vier Sätzen. 
Bei den Australien Open 2022 scheiterte er im Halbfinale in vier Sätzen an Rafael Nadal.
Seine Teilnahme an den French Open 2023 musste er wegen einer Bauchmuskelverletzung absagen.

## Erfolge
| Legende (Anzahl der Siege) |
| Grand Slam                 |
| ATP Finals                 |
| ATP Tour Masters 1000      |
| ATP Tour 500 (2)           |
| ATP Tour 250 (10)          |
| ATP Challenger Tour (3)    |

| Titel nach Belag |
| Hartplatz (1)    |
| Sand (7)         |
| Rasen (4)        |

### Einzel

#### Turniersiege

##### ATP Tour
| Nr. | Datum          | Turnier       | Belag | Finalgegner             | Ergebnis       |
| --- | -------------- | ------------- | ----- | ----------------------- | -------------- |
| 1.  | 29. Juli 2018  | Gstaad (1)    | Sand  | Roberto Bautista Agut   | 7:69, 6:4      |
| 2.  | 28. April 2019 | Budapest      | Sand  | Filip Krajinović        | 4:6, 6:3, 6:1  |
| 3.  | 16. Juni 2019  | Stuttgart (1) | Rasen | Félix Auger-Aliassime   | 6:4, 7:611     |
| 4.  | 25. April 2021 | Belgrad       | Sand  | Aslan Karazew           | 6:1, 3:6, 7:60 |
| 5.  | 20. Juni 2021  | London (1)    | Rasen | Cameron Norrie          | 6:4, 6:75, 6:3 |
| 6.  | 12. Juni 2022  | Stuttgart (2) | Rasen | Andy Murray             | 6:4, 5:7, 6:3  |
| 7.  | 19. Juni 2022  | London (2)    | Rasen | Filip Krajinović        | 7:5, 6:4       |
| 8.  | 7. April 2024  | Marrakesch    | Sand  | Roberto Carballés Baena | 7:5, 6:2       |
| 9.  | 21. Juli 2024  | Gstaad (2)    | Sand  | Quentin Halys           | 6:3, 6:1       |
| 10. | 27. Juli 2024  | Kitzbühel     | Sand  | Hugo Gaston             | 7:5, 6:3       |

##### ATP Challenger Tour
| Nr. | Datum            | Turnier       | Belag         | Finalgegner        | Ergebnis        |
| --- | ---------------- | ------------- | ------------- | ------------------ | --------------- |
| 1.  | 23. Juli 2017    | San Benedetto | Sand          | Laslo Đere         | 6:3, 6:4        |
| 2.  | 25. Februar 2018 | Bergamo       | Hartplatz (i) | Stefano Napolitano | 6:2, 3:6, 6:2   |
| 3.  | 17. März 2019    | Phoenix       | Hartplatz     | Michail Kukuschkin | 3:6, 7:66, 7:62 |

#### Finalteilnahmen
| Nr. | Datum            | Turnier   | Belag     | Finalgegner      | Ergebnis            |
| --- | ---------------- | --------- | --------- | ---------------- | ------------------- |
| 1.  | 5. Mai 2019      | München   | Sand      | Cristian Garín   | 1:6, 6:3, 6:71      |
| 2.  | 9. Mai 2021      | Madrid    | Sand      | Alexander Zverev | 7:68, 4:6, 3:6      |
| 3.  | 11. Juli 2021    | Wimbledon | Rasen     | Novak Đoković    | 7:64, 4:6, 4:6, 3:6 |
| 4.  | 24. Juli 2022    | Gstaad    | Sand      | Casper Ruud      | 6:4, 6:74, 2:6      |
| 5.  | 23. Oktober 2022 | Neapel    | Hartplatz | Lorenzo Musetti  | 6:75, 2:6           |
| 6.  | 16. Juni 2024    | Stuttgart | Rasen     | Jack Draper      | 6:3, 6:75, 4:6      |

### Doppel

#### Turniersiege
| Nr. | Datum              | Turnier        | Belag         | Partner           | Finalgegner                    | Ergebnis   |
| --- | ------------------ | -------------- | ------------- | ----------------- | ------------------------------ | ---------- |
| 1.  | 29. Juli 2018      | Gstaad         | Sand          | Daniele Bracciali | Denys Moltschanow Igor Zelenay | 7:62, 7:65 |
| 2.  | 23. September 2018 | St. Petersburg | Hartplatz (i) | Fabio Fognini     | Roman Jebavý Matwé Middelkoop  | 7:66, 7:64 |

#### Finalteilnahmen
| Nr. | Datum              | Turnier        | Belag         | Partner        | Finalgegner               | Ergebnis         |
| --- | ------------------ | -------------- | ------------- | -------------- | ------------------------- | ---------------- |
| 1.  | 22. September 2019 | St. Petersburg | Hartplatz (i) | Simone Bolelli | Divij Sharan Igor Zelenay | 3:6, 6:3, [8:10] |

## Abschneiden bei Grand-Slam-Turnieren

### Einzel
| Turnier         | 2017 | 2018 | 2019 | 2020 | 2021 | 2022 | 2023 | 2024 | 2025 | Karriere |
| --------------- | ---- | ---- | ---- | ---- | ---- | ---- | ---- | ---- | ---- | -------- |
| Australian Open | —    | 1    | 1    | 2    | AF   | HF   | 1    | —    | 2    | HF       |
| French Open     | —    | 3    | 2    | 3    | VF   | —    | —    | —    | —    | VF       |
| Wimbledon       | —    | 2    | AF   |      | F    | —    | AF   | 2    | 1    | F        |
| US Open         | Q2   | 1    | HF   | AF   | VF   | VF   | 2    | 2    |      | HF       |

Zeichenerklärung: S = Turniersieg; F, HF, VF, AF = Einzug ins Finale / Halbfinale / Viertelfinale / Achtelfinale; 1, 2, 3 = Ausscheiden in der 1. / 2. / 3. Hauptrunde; Q1, Q2, Q3 = Ausscheiden in der 1. / 2. / 3. Qualifikationsrunde; nicht ausgetragen

## Auszeichnungen
2019 gewann Berrettini bei der Verleihung der Gazzetta Sports Awards in der Kategorie Entdeckung des Jahres („Rivelazione dell’anno“).